# مطار أبو الطبول
مطار أبو الطبول (إيكاو: OOBB ) هو مهبط للطائرات يخدم منطقة رملة أبو الطبول في سلطنة عمان. يقع المطار المعزول في الصحراء على بعد 7 كيلومترات (4 ميل) من الحدود مع المملكة العربية السعودية.
تقع منارة الراديو عرادة (المُعرف ARD) على بعد 11.4 ميلًا بحريًا (21 كم) غربًا إلى الشمال الغربي من المطار.

## روابط خارجية
- تاريخ الحوادث لـ (OOBB) على شبكة سلامة الطيران.